# Eva Röder
Eva Röder (1946) è un'attrice tedesca.

## Biografia
Nel 1983 debutta nella serie Der Trotzkopf di Helmut Ashley. Nel 1985 segue un ruolo in Der Formel Eins Film. Seguiranno numerosi episodi della serie L'ispettore Derrick e Der Alte. 